# Lærkespore
Lærkespore (Corydalis) er udbredt med 100-400 arter i Europa, Nordamerika og Asien. Det er stauder med overvintringsorganer i form af pælerødder, knolde eller jordstængler. De mere eller mindre forgrenede stængler er oprette, opstigende eller krybende. Bladene kan være hele eller sammensatte, og sammensatte blade er 2-6 gange fjerdelte eller lappede. Blomsterne er samlet i aks eller klaser, der sidder i bladhjørnerne eller endestillet på stænglen. Blomsterne er uregelmæssige med affaldende bægerblade. De fire kronblade er sammenvoksede to-og-to ved grunden. Det øverste kronblad danner en spore. Frugterne er (i modsætning til Jordrøg, der sætter nødder) en toradet skulpe med flere frø. De enkelte frø har vedhæftet et myrelegeme. Her beskrives kun de arter, som er vildtvoksende i Danmark, eller som dyrkes her.
| Beskrevne arter |

- Blå lærkespore (Corydalis cashmeriana)
- Bregnebladet lærkespore (Corydalis cheilanthifolia)
- Fingerlærkespore (Corydalis pumila)
- Hulrodet lærkespore (Corydalis cava)
- Kinesisk lærkespore (Corydalis flexuosa)
- Kæmpelærkespore (Corydalis scouleri)
- Langstilket lærkespore (Corydalis solida)
- Liden lærkespore (Corydalis intermedia)
- Sibirisk lærkespore (Corydalis buschii)
- Stor lærkespore (Corydalis nobilis)

| Andre arter |

- Corydalis ambigua
- Corydalis angustifolia
- Corydalis aurea
- Corydalis bracteata
- Corydalis × campylochila (= Corydalis cava × C. solida)
- Corydalis caseana
- Corydalis chaerophylla
- Corydalis cornuta
- Corydalis curvisiliqua
- Corydalis decumbens
- Corydalis diphylla
- Corydalis flavula
- Corydalis fumariifolia
- Corydalis heterocarpa
- Corydalis micrantha
- Corydalis mira
- Corydalis moorcroftiana
- Corydalis ophiocarpa
- Corydalis ochotensis
- Corydalis remota
- Corydalis repens
- Corydalis saxicola
- Corydalis shimienensis
- Corydalis ternata
- Corydalis tomentella
- Corydalis turtschaninovii
- Corydalis wilsonii
- Corydalis yanhusuo

Visse arter er flyttet fra slægten Corydalis og tilhører nu andre slægter::
- Klatrende lærkespore (Ceratocapnos claviculata).
- Hvidgul lærkespore (Pseudofumaria alba)
- Gul lærkespore (Pseudofumaria lutea)
- Corydalis canadensis → Dicentra canadensis
- Corydalis glauca → Capnoides sempervirens